# Lepanthes scopula
Lepanthes scopula är en orkidéart som beskrevs av Rudolf Schlechter. Lepanthes scopula ingår i släktet Lepanthes och familjen orkidéer. Inga underarter finns listade i Catalogue of Life.